# أوضاع المعالج

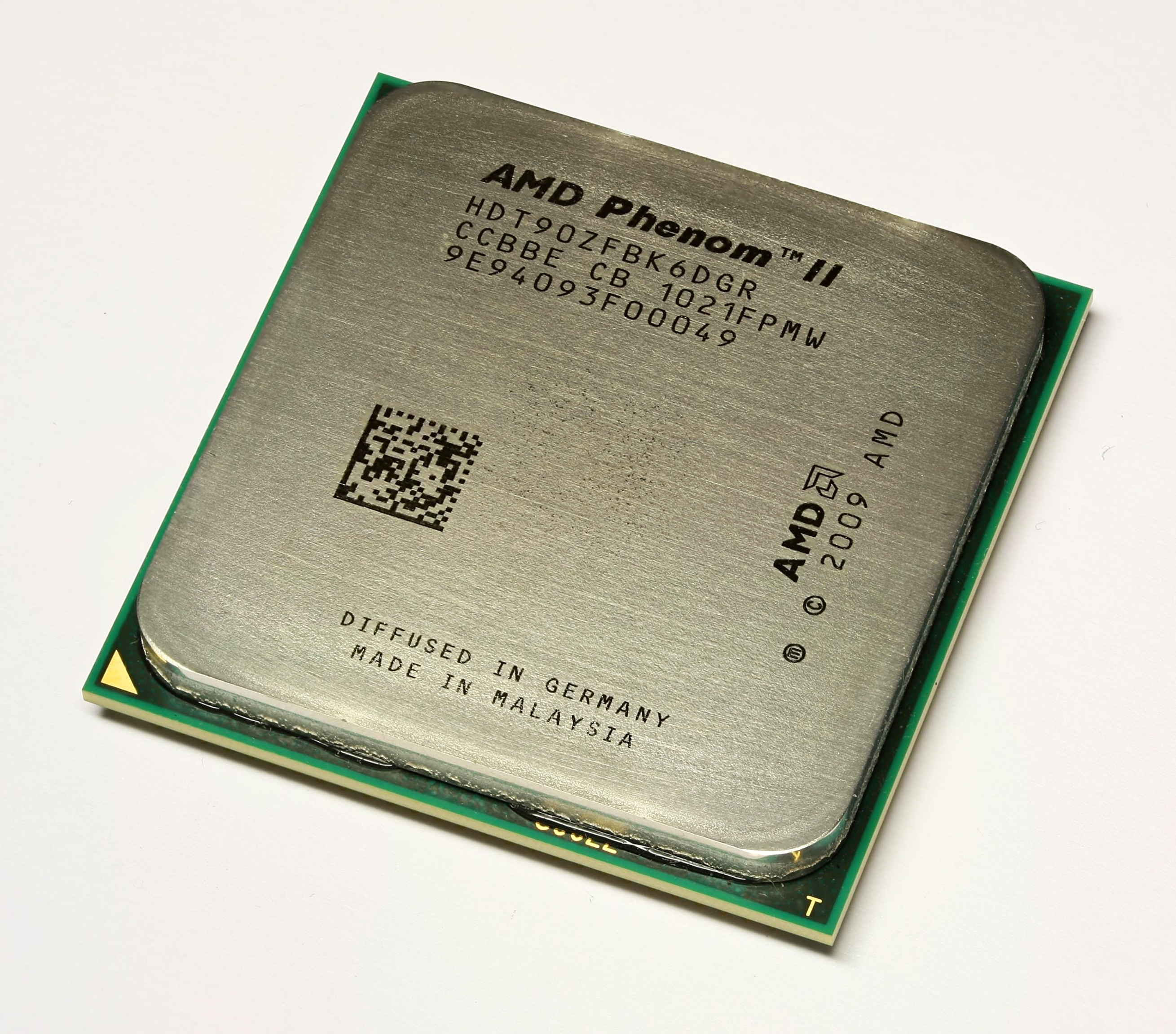
شكل معالج الحاسوب

أوضاع المعالج (بالإنجليزية: CPU modes)‏ تسمى أيضًا أوضاع وحدة المعالجة المركزية أو حالات وحدة المعالجة المركزية ومستويات صلاحيات المعالجة المركزية وأسماء أخرى وترمز إلى أوضاع تشغيل لوحدة المعالجة المركزية في بعض معماريات الحاسوب التي تضع قيودًا علي العمليات التي تُنفذها المعالج.

## الفوائد
- يسمح هذا التصميم لنظام التشغيل بالعمل بصلاحيات أكثر من البرامج العادية.
- يُسمح فقط بتنفيذ كود النواة الموثوق به للغاية بدون قيود؛ وكل شيء أخر بما في ذلك الأجزاء غير الأدارية لنظام التشغيل فهي تعمل في وضع مقيد جدًا ويجب أن تقوم باستخدام طلبات النظام بواسطة أشارات المعالج لكي تطلب من النواة القيام بالعمليات المطلوبة التي قد تعرض النظام للخطر مما يجعل أفساد النظام أمرا مستحيلا للتطبيقات والبرمجيات الغير موثوقة حيث أنها لن تستطيع تعديل النظام أو الأضرار به.

## العيوب
تستغرق طلبات النظام الكثير من الوقت مما يسبب ضررًا علي فعاليّة وسرعة الحاسوب ولذلك من الطبيعي أن يقوم مصممي ومهندسي الأنظمة بالسماح لبعض التطبيقات بالحصول علي صلاحيات العمل في الزمن الحقيقي وهي نفس صلاحيات النواة ومثال علي ذلك تطبيقات وبرامج التعريفات.